# Burni Genting (berg i Indonesien, Sumatera Utara)
Burni Genting är ett berg i Indonesien.   Det ligger i provinsen Sumatera Utara, i den västra delen av landet, 1 500 km nordväst om huvudstaden Jakarta. Toppen på Burni Genting är 2 166 meter över havet, eller 70 meter över den omgivande terrängen. Bredden vid basen är 1,6 km.
Terrängen runt Burni Genting är huvudsakligen kuperad.  Trakten runt Burni Genting är nära nog obefolkad, med mindre än två invånare per kvadratkilometer. I omgivningarna runt Burni Genting växer i huvudsak städsegrön lövskog.